# Cabin Boy
Cabin Boy és una comèdia fantàsica del 1994 dirigida per Adam Resnick i produïda per Tim Burton, protagonitzada per Chris Elliott. Elliott va escriure el guió amb Adam Resnick. Els dos havien escrit Late Night with David Letterman els anys 1980, així com la comèdia de situació de la FOX Get a Life a principi dels 90.
El projecte havia de ser dirigit originalment per Tim Burton, que havia contactat amb Chris Elliott després de veure l'episodi "Neptune 2000" de Get a Life. El guionista Adam Resnick va agafar la direcció després que a Burton li encarreguessin dirigir Ed Wood
La pel·lícula va rebre crítiques variades de la crítica, i Rotten Tomatoes donava a Cabin Boy una ràtio del 46% basat en 26 ressenyes. L'actació de Chris Elliott al film li va suposar una nominació als premis Razzie Award com a pitjor nova estrella.

## Argument
Després de finalitzar els seus estudis, el jove Nathaniel Mayweather abandona l'internat camí de Hawaii on es reunirà amb el seu pare, amo d'una gran fortuna i es farà càrrec d'un hotel familiar. Arrogant i maleducat, creu que tothom ha de servir-lo i així acaba equivocant-se de vaixell, anant a parar a un pesquer anomenat The Filthy Whore. Allà coneixerà gent molt diferent amb els qui viurà aventures durant diversos mesos... Comèdia amb elements de fantasia i surrealisme produïda per Tim Burton.

## Repartiment
- Chris Elliott: Nathanial Mayweather
- Ritch Brinkley: Capità Greybar
- James Gammon: Paps
- Brian Doyle-Murray: Skunk
- Brion James: Big Teddy
- Melora Walters: Trina
- Jim Cummings: Cupcake (veu)
- David Letterman: El vell
- Ann Magnuson: Calli
- Russ Tamblyn: Chocki
- Ricki Lake: Personalitat
- Mike Starr: Mulligan
- Andy Richter: Kenny

## Llegat
El productor de Hip-hop Dan "the Automator" Nakamura va posar el nom de Sharkman Music a la seva companyia de publicitat, després de veure la pel·lícula. Les referències a la pel·lícula ha aparegut a molts treballs de Nakamura.